# Martial Gadaud
 (juillet 2025).
Motif : Notoriété non démontrée.
- Archive Wikiwix
- Bing
- Cairn
- DuckDuckGo
- E. Universalis
- Gallica
- Google
- G. Books
- G. News
- G. Scholar
- Persée
- Qwant
- (zh) Baidu
- (ru) Yandex
- (wd) trouver des œuvres sur Wikidata

| 1. | Préciser le motif de la pose du bandeau. | Précisez le motif de la pose du bandeau en utilisant la syntaxe suivante : {{admissibilité à vérifier\|date=juillet 2025\|motif=remplacez ce texte par le motif}}                   |
| 2. | Informer les utilisateurs concernés.     | Pensez à avertir le créateur de l'article, par exemple, en insérant le code ci-dessous sur sa page de discussion : {{subst:avertissement admissibilité à vérifier\|Martial Gadaud}} |

Pour les articles homonymes, voir Gadaud.
Martial Gadaud (ou Gadault) est un procureur au siège présidial de Limoges au XVIe siècle.

## Biographie

### Famille
Martial Gadaud est un membre d'une famille qui a donné des consuls de Limoges du début du XVIe siècle jusqu'au début du XVIIe siècle et des notaires dans la même ville au XVIIe siècle. Il épouse en 1558 Catherine Grégoire dont il a trois fils, Jean, Martial et Bartholomy[réf. à confirmer].

### Carrière
En 1556, Maître Martial Gadaud est procureur au siège présidial de Limoges et membre de la Confrérie du Saint-Sacrement dans la même ville. Ses armes peintes dans le registre de cette confrérie sont : d'or au chevron d'azur, surmonté d'un cœur de sinople entre les lettres M. G. de gueules, et une rose de même en pointe.